# Circolo Sportivo Guardia Republicana
El Guardia Republicana fue un club de fútbol de Perú, de la ciudad de Lima en el Departamento de Lima. Fue fundado el 7 de agosto de 1981 y jugó en la Primera División del Perú durante 3 temporadas.

## Historia
Guardia Republicana fue fundado el 7 de agosto de 1981 y empieza a participar en la Liga Mayor de Lima Metropolitana tras comprarle la categoría a  Círcolo Sportivo La Molina. 
En 1984 quedó en el 2.º lugar detrás del E.T.E., eso le permitió disputar la Etapa Nacional de la Copa Perú donde llegó a la Fase Final quedando en el 4.º lugar detrás del campeón Los Espartanos, Alianza Atlético y Universitario de Tacna. 
En 1985 quedó en primer lugar en el Hexagonal del Interligas de Lima, de esta manera pudo disputar la Intermedia B de la Zona Metropolitana 1985 con equipos de la Segunda División obteniendo uno de los dos cupos a la Primera División del año 1986; ese mismo año perdió la categoría. 
Tras ganar nuevamente la Intermedia de 1987 (en partido de repechaje ante Juventud La Palma) vuelve ascender al Torneo Descentralizado- Zona Metropolitana 1988, perdiendo la categoría a fin de año. En 1989 disputó el torneo de Segunda División accediendo a la Liguilla final donde quedó eliminado. En 1990 disputó el torneo de Segunda División en la Zona Metropolitana accediendo a la Liguilla final donde quedó eliminado. Entre 1991 y 1994 también ocupó los primeros lugares de la Segunda División.
En 1995 la Republicana se volvió filial de Sporting Cristal y gracias a esto consiguió su último éxito bajo la dirección técnica de Alberto Gallardo campeonando nuevamente en segunda. En 1996, teniendo un plantel de jugadores con poca experiencia en su mayoría y agobiado por los problemas económicos, realiza una mala campaña y pierde la categoría. Disputa su último partido en Primera ante Sport Boys con derrota de 2-0.
Desde 1997 Guardia Republicana disputó el torneo de Segunda División con irregulares resultados, para finalmente descender en el torneo 2002. Al año siguiente empezó su participación desde la liguilla final del Interligas de Lima. Sin embargo, no pudo ganar su grupo y retornó a su liga de origen. Participó de la Liga Distrital de La Molina hasta 2014 y al año siguiente no se presentó por problemas económicos descendiendo a la Segunda distrital. Desde entonces no ha vuelto a participar en torneos oficiales.

## Uniforme
- Uniforme titular: Camiseta con rayas verticales azul y amarillo, pantalón azul, medias azules.
- Uniforme alternativo: Camiseta azul, pantalón azul, medias amarillas.

#### Uniforme Titular 1981 al 2000
| Titular 1 | Titular 2 | Titular 3 | Titular 4 | Titular 5 | Titular 6 | Titular 7 |  |

#### Uniforme Titular 2001 al 2014
| Titular 1 | Titular 2 | Titular 3 | Titular 4 | Titular 5 | Titular 6 | Titular 7 |  |

#### Uniforme Alterno 1981 al 2000
| Alterno 1 | Alterno 2 | Alterno 3 | Alterno 4 | Alterno 5 | Alterno 6 | Alterno 7 |  |

#### Uniforme Alterno 2001 al 2014
| Alterno 1 | Alterno 2 | Alterno 3 | Alterno 4 | Alterno 5 | Alterno 6 | Alterno 7 |  |

## Datos del club
- Temporadas en Primera División: 3 (1986, 1988, 1996).[4]
- Temporadas en Segunda División: 9 (1985, 1987, 1989-1995 y 1997-2002).
- Mayor goleada conseguida:
  - En campeonatos nacionales: Guardia Republicana 10:1 América Cochahuayco (diciembre de 1995).[5]
- Mayor goleada recibida:
  - En campeonatos nacionales: Guardia Republicana 0:5 Alianza Lima (30 de marzo de 1996).
- Mejor puesto en 2ª División: 1°

## Entrenadores
- Juan Orbegozo (1995-1986) Ganador Liguilla de promoción 1985
- Pedro Cruz Navarrete (1988)
- Adolfo Madariegue (1992-1993)
- Juan José Tan (1994)
- Alberto Gallardo (1995); Campeón Segunda División de Perú 1995
- César Gonzales (1996)
- Adolfo Madariegue (1996-1997)
- José Bardales (1997)
- Teodoro Wuchi (1998)
- Tito Morinaga (1999)
- José Bardales (1999)
- Víctor Cañete (2000)
- Pedro Cruz (2000)
- Armando Portilla (2000)
- Pedro Cruz (2001)
- Adolfo Madariegue (2001-2002)
- Jorge Cordero (2002)
- Alfredo Saavedra (2002)
- Manuel Piña (2003)

## Palmarés

### Torneos nacionales
- Segunda División del Perú (1): 1995.
- Subcampeón de la Segunda División del Perú (1):  1993.

### Torneos regionales
- Intermedia B (1): 1987.
- Región IX (1): 1985.
- Subcampeón de Región IX (1): 1984.